# سید یحیی جعفری
سید یحیی جعفری (زادهٔ ۱۳۱۰ در کوهبنان کرمان – درگذشته ۱ آذر ۱۳۹۹ در کرمان) فقیه و مجتهد شیعه اهل ایران بود.
وی پیش از این امام جمعه شهر کرمان و  نماینده ولی فقیه در استان کرمان بود که در ۲۸ تیر ۱۳۹۶ از این سمت استعفا داد و در ۳ آذر ۹۶ کناره‌گیری کرد. وی در اول آذر ۹۹ در سن ۸۹ سالگی درگذشت. جعفری از سال ۱۳۵۹، توسط سید روح‌الله خمینی، به این سمت منصوب شده‌بود.
وی علت استعفای خود را کهولت اعلام کرده بود. بعضی رسانه‌ها  استعفای وی را بر اثر فشارهای سیاسی اصولگرایان برای کنارگذاشتن وی تحلیل نمودند.